# Antoine Marès
Antoine Marès (* 8. prosince 1950) je francouzský historik, specializující se na moderní a soudobé dějiny střední Evropy, především dějiny Česka a Slovenska.
Dlouhodobě působí na Institut national des langues et civilisations orientales (INALCO) a je zakládajícím členem Centre d'étude de l'Europe médiane. Působil jako ředitel Centre français de recherche en sciences sociales de Prague (CEFRES).
Od roku 2004 je vedoucím katedry soudobých dějin střední Evropy na Sorbonně.

## Dílo (výběr)
- L'Institut de France, le parlement des savants, coll. « Découvertes Gallimard » (nº 261), Paříž, 1995, 128 p. ISBN 2070533298.
- Edvard Beneš od slávy k propasti: drama mezi Hitlerem a Stalinem. Praha 2016. ISBN 978-80-257-1895-7.